# Dan Hrvatskog sabora
Dan Hrvatskog sabora je spomendan u Republici Hrvatskoj koji se obilježava 8. listopada i radni je dan. Tog dana 1991. godine, Hrvatski sabor je jednoglasno donio Odluku o raskidu državnopravnih sveza Republike Hrvatske s ostalim republikama i pokrajinama SFRJ. Sabor je pritom utvrdio da Republika Hrvatska više ne smatra legitimnim i legalnim ni jedno tijelo dotadašnje SFRJ te da ne priznaje valjanim niti jedan pravni akt bilo kojeg tijela koje nastupa u ime bivše federacije, koja više kao takva ne postoji.

## Povijest
Krajem osamdesetih godina 20. stoljeća komunistički sustav propada diljem istočne Europe i time započinju demokratske promjene. Te promjene zahvatile su i Hrvatsku (u sklopu danas propale SFRJ). Prijelomne godine novije hrvatske prošlosti, 1990., hrvatski su ljudi narodnom voljom izraženom na prvim demokratskim izborima u travnju i svibnju te godine svrgnuli komunističku vlast u Hrvatskoj. Dana 22. prosinca iste godine, nova vlast predvođena HDZ-om donosi prvi suvremeni demokratski Ustav Republike Hrvatske (Božićni Ustav). Sljedeće godine u mjesecu travnju hrvatski predsjednik dr. Franjo Tuđman donosi odluku o raspisivanju referenduma glede državnopravnog položaja Republike Hrvatske. Dana 19. svibnja 1991. održan je referendum na kojem se ogromna većina hrvatskog pučanstva izjasnila za slobodnu, samostalnu i nezavisnu Republiku Hrvatsku. 
Iskaz naroda na održanom referendumu (plebiscitu) predstavlja temelj samostalnosti i nezavisnosti Republike Hrvatske u političkom smislu. Sva državna tijela obvezna su poštovati volju naroda koja je iskazana na plebiscitu pa je stoga Sabor 25. lipnja 1991. donio Ustavnu odluku o suverenosti i samostalnosti Republike Hrvatske čime je Hrvatska, od tog dana, postala samostalna i nezavisna država.
Ubrzo nakon toga, počela je otvorena agresija Srbije na Hrvatsku. Potom je potpisana Brijunska deklaracija kojom se agresorska JNA trebala povući u vojarne, a Slovenija i Hrvatska (koje su tada već bile nezavisne države) su trebale odgoditi provedbu postupka razdruživanja kako bi se kriza riješila mirnim putem. Do mirnog razilaženja nije došlo zbog upornog odbijanja bilo kakvog dogovora od strane srpskog (jugoslavenskog) vodstva koje je jedino za cilj imalo oružanom agresijom ostvariti Veliku Srbiju. Nakon što je istekao moratorij na provedbu postupka razdruživanja Republike Hrvatske s ostalim republikama i pokrajinama bivše države, dana 7. listopada 1991. godine zrakoplovi JNA bombardirali su povijesnu jezgru glavnoga grada Zagreba, zgradu državnog sabora i Banske dvore u kojima je tada bilo smješteno državno vodstvo na čelu s predsjednikom Tuđmanom. Zbog tih okolnosti i mogućih novih zračnih napada na Zagreb, sjednica svih triju tadašnjih saborskih vijeća hrvatskog parlamenta održana je 8. listopada 1991. godine na tajnom mjestu. Danas je poznato da je sjednica održana u podrumu Inine zgrade u Šubićevoj ulici u Zagrebu.

## Saborska sjednica 8. listopada
»U OVOJ ZGRADI HRVATSKI SABOR DONIO JE 8. LISTOPADA 1991. POVIJESNU ODLUKU O RASKIDU DRŽAVNO-PRAVNIH SVEZA S BIVŠOM DRŽAVOM«
Prvi predsjednik Sabora u Republici Hrvatskoj Žarko Domljan je tom prigodom rekao da je Hrvatska poslije tromjesečnog moratorija dugo čekala i mnogo propatila te da je sloboda pitanje njezina opstanka. Odluku kojom je Sabor proglasio okončanje postupka razdruživanja pročitao je Vladimir Šeks, potvrđujući da Jugoslavija kao zajednica država više ne postoji:
»Republika Hrvatska, od dana 8. listopada 1991. godine, raskida državnopravne sveze na temelju kojih je zajedno s ostalim republikama i pokrajinama tvorila dosadašnju SFRJ.«
Hrvatski je sabor u Odluci i zasebnim zaključcima naglasio i sljedeće:
3. Republika Hrvatska ne priznaje valjanim niti jedan pravni akt bilo kojeg tijela koje nastupa u ime bivše federacije – SFRJ,
5. Republika Hrvatska kao suverena i samostalna država, jamčeći i osiguravajući temeljna prava čovjeka i nacionalnih manjina...

Iz zasebnih zaključaka: 
»Na Republiku Hrvatsku izvršena je oružana agresija od strane Republike Srbije i tzv. JNA. Republika Hrvatska prisiljena je braniti se svim raspoloživim sredstvima. Tzv. JNA se proglašava agresorskom, okupatorskom vojskom i mora bez odgode napustiti hrvatski teritorij, koji je privremeno zaposjela. Pozvane su i sve države, posebno članice Europske zajednice i Ujedinjenih naroda na uspostavu diplomatskih odnosa s Republikom Hrvatskom.«
Na istoj saborskoj sjednici izglasano je i 15 zakona potrebnih za oživotvorenje samostalne i suverene Republike Hrvatske.

## Ustanovljenje i promjene nadnevka spomendana
Ovaj blagdan obilježavao se u Hrvatskoj tek od 2001. godine kao Dan neovisnosti (jednako kao i Dan državnosti, 25. lipnja) kada je uveden na inicijativu Ive Škrabala. Međutim, kasnije se sam inicijator pokajao jer je tadašnja vlast (Račanova vlada) promijenila obilježavanje Dana državnosti, koji se dotad slavio 30. svibnja, a taj datum proglasila za Dan Hrvatskog sabora što je pak dovelo do opće zbrke s datumima i posljedično njihovog neprihvaćanja od strane naroda. Usto, Dan neovisnosti kao takav je u najmanju ruku bio dvojben, ako ne i netočan, jer je državni sabor 25. lipnja 1991. donio Ustavnu odluku o suverenosti i samostalnosti Republike Hrvatske čime je Hrvatska postala samostalna i nezavisna država, dok je 8. listopada iste godine samo završena faza okončanja postupka razdruživanja Hrvatske u nekadašnjoj jugoslavenskoj federaciji.
Postojanje spomendana Dana Sabora 30. svibnja, blagdana Dana državnosti 25. lipnja i blagdana Dana neovisnosti 8. listopada djelovalo je zbunjujuće na mnoge hrvatske građane. To je riješeno u listopadu 2019., kada je Dan državnosti vraćen na 30. svibnja (blagdan), 25. lipnja je postao Dan neovisnosti (spomendan), a 8. listopada Dan Hrvatskog sabora (spomendan). Zbog dva datuma koji su postali spomendani, za razliku od jednog prijašnjeg, blagdanom je proglašen Dan sjećanja na žrtve Domovinskog rata i Dan sjećanja na žrtvu Vukovara i Škabrnje koji se obilježava 18. studenoga.

## Zanimljivosti
Dana 8. listopada dogodila su se još dva važna događaja uz hrvatsku neovisnost. Dana 8. listopada 1075. u Solinu je okrunjen kralj Zvonimir (krunom koju mu je poslao papa Grgur VII., što je bila potvrda priznanja Kraljevine Hrvatske kao međunarodnog subjekta), a 8. listopada 1871. Eugen Kvaternik pokrenuo je Rakovičku bunu, jedan u nizu neuspjelih pokušaja ostvarenja hrvatske neovisnosti. 
Godine 2015. i Google je Hrvatima čestitao Dan neovisnosti tako da je na svojoj tražilici umjesto drugog slova O stavio hrvatsku zastavu, odnosno, zamijenio ga hrvatskom trobojnicom, a u pozadinu postavio Plitvička jezera.

## Poveznice
- Odluka o raskidu državnopravnih sveza s ostalim republikama i pokrajinama SFRJ
- Ustavna odluka o suverenosti i samostalnosti Republike Hrvatske
- Dan državnosti (Hrvatska)

## Vanjske poveznice
Mrežna mjesta
- 8. listopada - Dan Hrvatskoga sabora, na stranicama Hrvatskoga sabora